# Адапазаръ
Ада̀пазаръ (на турски: Adapazarı, буквален превод Пазарният остров, като Ада пазар) е град в Северозападна Турция. Разположен е около река Сакария. Главен административен център на вилает Сакария. Транспортен шосеен възел. Има крайна жп гара, която е на около 5 километрово отклонение от град Арифие от линията Истанбул-Ескишехир. Търговско средище. Машиностроителна (жп и селскостопанска техника), захарна, стъкларска и дървообработваща промишленост. Отглеждане на тютюн, лен и захарно цвекло. Производство на автомобили („Тойота“), гуми Goodyear, текстил (LC Waikiki) и коприна. Население – 391 000 жители (2012 г.).

## История
При избухването на Балканската война в 1912 година десет души от Адапазар са доброволци в Македоно-одринското опълчение.

## Спорт
Представителният футболен отбор на града носи името Сакарияспор. Дългогодишен участник е в най-високия ешелон на турския футбол „Тюрксел Сюпер Лиг“.

## Личности
Родени
- Гарабед Агопян, македоно-одрински опълченец, 21-годишен, обущар, неграмотен, 12 лозенградска дружина[3]
- Нерсис (Нефсис) Агоп, македоно-одрински опълченец, 24-годишен, Солунски доброволчески отряд[3]
- Хакан Шюкюр (р.1971), турски футболист-национал

## Побратимени градове
- Делфт, Нидерландия
- Шумен, България